# Холуйская миниатюра
Хо́луйская миниатю́ра — народный промысел, развившийся в селе Холуй Ивановской области. Лаковая миниатюра исполняется темперой на папье-маше. Обычно расписываются шкатулки, кубышки, игольницы и т. д.

## Зарождение
Первоначально слободские умельцы (также, как их соседи в Палехе и Мстёре) с XVII века занимались иконописью, в основном для Троице-Сергиевой лавры, а также изготовляли и недорогие иконы для окрестных жителей. Работы Холуйской слободы были настолько популярными, что в год ими создавалось до 2 миллионов икон.
Коренное отличие холуйской миниатюры от других, аналогичных, производств было заложено с самого начала: по совету занимавшегося развитием народных промыслов искусствоведа А. В. Бакушинского, для экономии средств мастера обучались работе не на предметах, планируемых для росписи, а на листах картона, окрашенных в чёрный цвет и покрытых лаком.

## Развитие
После революции мастера Холуя занимались росписью «ковриков» — созданием копий картин известных мастеров. Мастера Холуя начали роспись шкатулок, но позже ассортимент был расширен пудреницами, миниатюрными игольницами.
В 1934 году в Холуе была создана художественная артель, занимающаяся росписью лаковых изделий.
Благодаря таким мастерам-энтузиастам, как С. Мокин, К. Костерин, В. Пузанов-Молев и Д. Добрынин, авторитет лаковых миниатюр неуклонно рос: в 1937 году на Всемирной выставке мастерам были вручены бронзовые медали. Яркими представителями лаковой миниатюры являются Валентин Фомин, Борис Тихонравов, Николай Бабурин, Борис Киселёв, Николай Денисов, Павел Ивакин, и другие художники, чьи работы широко представлены в музее Холуйской лаковой миниатюры. Работы холуйских мастеров отличались как большей реалистичностью, чем в других центрах лаковой миниатюры, так и большей декоративностью. В центр композиции выводятся не мелкие детали, а сюжет.
После Великой Отечественной войны стиль холуйских мастеров начал трансформироваться: пейзаж стал отдельным сюжетом, а не фоном. На предметах стали чаще изображать мотивы русских народных сказок. Стандартно предметы обрамляли орнаментом из сусального золота и вишневой смолы.
В послевоенные годы в искусстве холуйских мастеров всё яснее стали проступать своеобразность и индивидуальная манера, зримо отличающиеся от искусства мастеров других мест (таких, как Федоскино, Палех и Мстёра). Главным отличием холуйской живописи является использование синевато-зеленого и коричнево-оранжевого тонов.
Лаковые изделия из Холуя пользуются спросом в таких странах, как Великобритания, США, Италия, Испания, Канада.

## Стиль и техника Холуя
Один из старых стилей Холуя представляет собой «картинность», когда изображение не перегружено мелкими деталями. В этом направлении много бытовых сюжетов. Подобные предметы обычно выпускались с золотым орнаментом. Яркие представители этого направления — Н. И. Бабурин, К. В. Костерин, Б. В. Тихонравов.
Другое направление в холуйской миниатюре — более декоративное. Художник делает опору не на сюжет, а на выразительность. В композициях этого направления могут быть соединены сюжеты разного времени. Автор делает упор на повествование. Ярким представителем этого течения в Холуе была группа под руководством В. А. Белова.
Третье направление — орнаментальное. В нём часто используется не только орнамент, но и пейзаж или натюрморт. Яркий представитель этого направления — Б. И. Киселев.
Отличием холуйской живописи от живописи других центров лаковой миниатюры (Палех, Федоскино и Мстёра) — в использовании иных сочетаний цветов. Для Холуя характерно использование всего многообразия цветовой палитры.
Мастера Холуя используют как сказочные и былинные сюжеты, так и современные: спорт, космонавтика, строительство и т. д.
Примечательно, что после нескольких десятилетий простоя возрождается холуйская школа иконописи. Также художники активно участвуют в росписях храмов по всей России. Ассортимент полуфабриката пополняется современными утилитарными предметами, например визитницами, газетницами, календарями и подставками под фотографии и мобильные телефоны.
Холуйская роспись в основном производится вручную. Согласно традициям иконописи, роспись производится темперными красками с примесью яичного желтка. Работы декорируются с помощью сусального и творёного золота. Краски накладываются в строгой последовательности: сначала основа грунтуется, потом расписывается, и лишь после этого покрывается лаком.